# Кнопка (одяг)

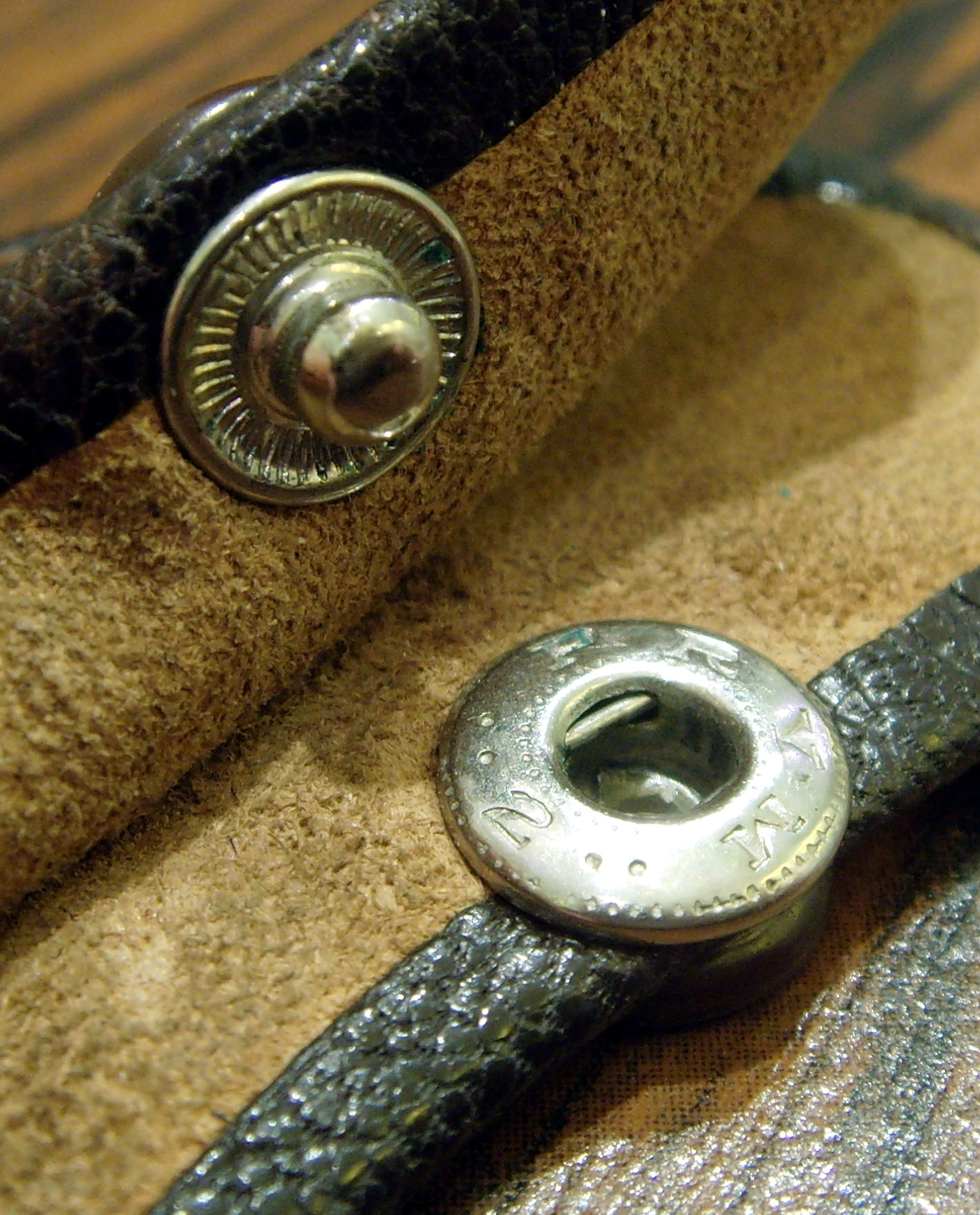
Кнопка з S-подібною пружиною

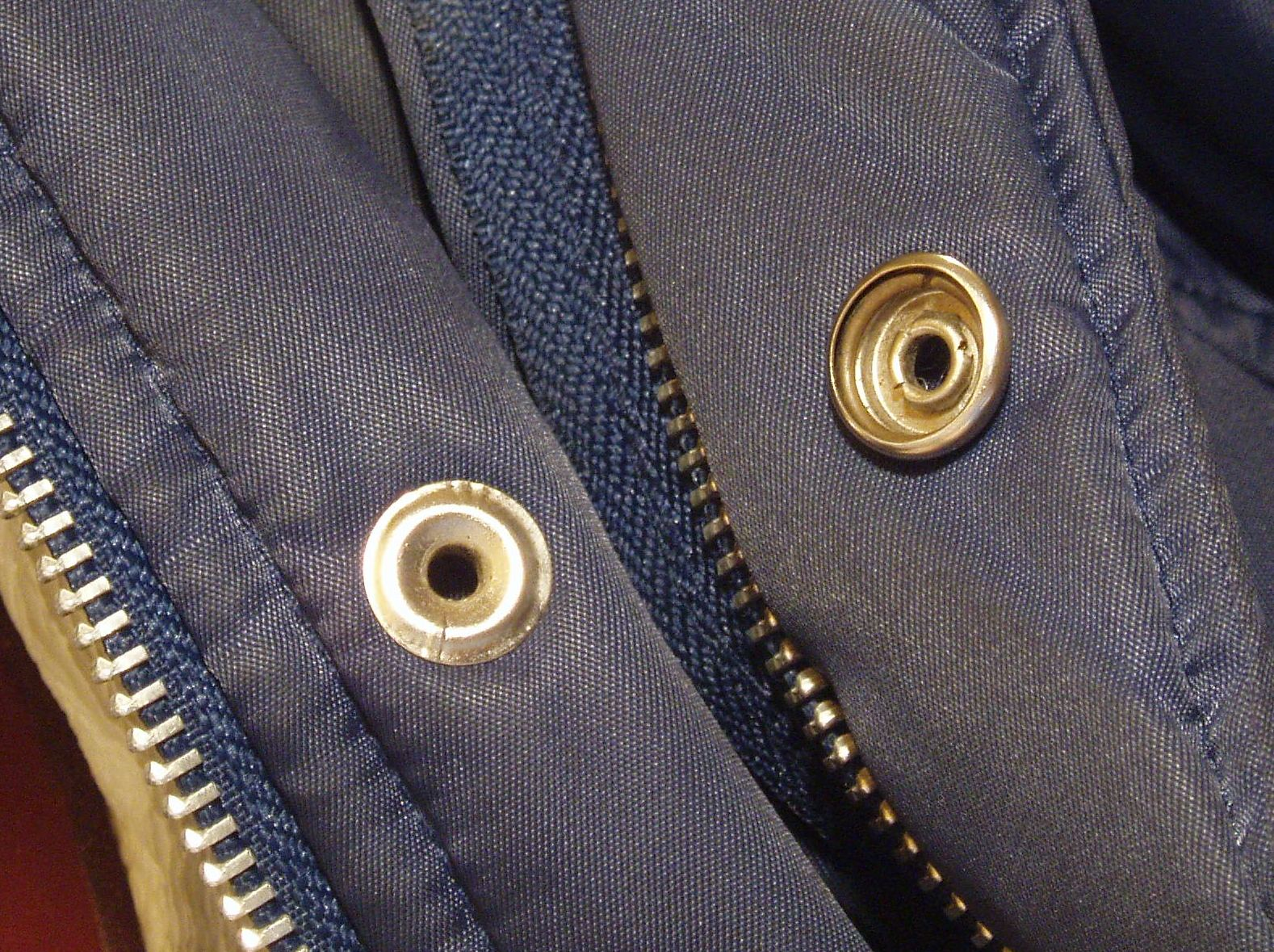
Кнопка з кільцеподібною пружиною

Кнопка — застібка на одягу (переважно), призначена для з'єднання двох його частин. Складається з двох асиметричних елементів, закріплених на різних частинах одягу.
Кнопки до одягу поділяються на 3 види: спіральні, кільцеві, трикотажні.
Спіральна кнопка з пружинним контактом може використовуватися для різних цілей. Пружина у вигляді букви «S» забезпечить якісне та надійне з'єднання.
Кнопка з пружинним контактом підходить для тонких і щільних тканин і може використовуватися для верхнього, спортивного, робочого одягу, а так само для одягу з водовідштовхувальними властивостями.
Кільцева кнопка була розроблена для щільніших тканин і переважно використовується для робочого та спеціального одягу.
Трикотажна кнопка, яка забезпечить якісне кріплення на трикотажі і еластичних тканинах, використовується для дитячого, медичного та іншого одягу.